# Sierota Chasia
Sierota Chasia (jid. Chasie di jesojme) – polski film fabularny z 1912 roku w języku jidysz, oparty na sztuce Jakuba Gordina.

## Obsada
- Mania Arko - Chasia
- Chine Bragińska
- Wiera Zasławska
- Izrael Arko
- Abraham Alter Fiszzon
- Misza Fiszzon